# Claude Marinower
Claude Marinower (Antwerpen, 4 december 1954) is een Joods-Belgisch politicus voor Open Vld.

## Levensloop
Marinower doorliep zijn humaniora aan de Tachkemonischool te Antwerpen. Vervolgens studeerde hij aan de VUB alwaar hij in 1978 afstudeerde als licentiaat in de Rechten. Van 1977 tot 1978 was hij voorzitter van de Europese Unie der Joodse Studenten (EUJS). Hierop aansluitend ging hij aan de slag als advocaat. Van 1999 - 2000 was hij voorzitter van de Vlaamse Conferentie bij de Balie te Antwerpen.
In 1989 deed hij zijn intrede in de actieve politiek als gemeenteraadslid te Antwerpen. Deze functie oefende hij uit tot in 1994. Daarna was hij van 1995 tot 2000 districtsraadslid van Berchem. Van 2001 tot 2025 was hij terug gemeenteraadslid van Antwerpen. Daarnaast was hij van mei 2003 tot juni 2007 lid van de Kamer van volksvertegenwoordigers.
In april 2011 werd hij verkozen tot fractieleider voor Open Vld in de gemeenteraad van Antwerpen als opvolger van Annick De Ridder. Begin juli 2012 volgde Claude Marinower de overleden Natan Ramet op als voorzitter van het Joods museum voor Deportatie en Verzet in de voormalige Kazerne Dossin te Mechelen. Op 1 januari 2013 werd hij aangesteld als schepen van Onderwijs en Rechtszaken in een coalitie van Open Vld met N-VA en CD&V. Na de gemeenteraadsverkiezingen van oktober 2018 bleef hij schepen van Antwerpen, met de bevoegdheden Economie, Werk, Innovatie, Digitalisering, Marketing en Communicatie en Openbaar Domein. Eind december 2021 stopte hij als 67-jarige met zijn schepenambt. Drie jaar later, bij de gemeenteraadsverkiezingen van oktober 2024, was hij niet langer kandidaat.
Op 16 december 2024 werd hij, bij zijn afscheid van de gemeenteraad van Antwerpen, benoemd tot ereschepen van Antwerpen.
Voorts is hij voorzitter van de Stichting Nationaal Gedenkteken der Joodse Martelaren van België te Anderlecht.